# Ilsinho
Ilsinho, właśc. Ilson Pereira Dias Júnior (ur. 12 października 1985 w São Bernardo do Campo) – brazylijski piłkarz występujący najczęściej na pozycji bocznego obrońcy.

## Kariera piłkarska

### Kariera klubowa
Ilsinho swoją profesjonalną karierę piłkarską rozpoczynał w 2006 roku w barwach SE Palmeiras, niedługo później związał się z São Paulo FC, gdzie miał być następcą Cicinho, który wcześniej odszedł do Realu Madryt.
29 lipca tego samego roku ogłoszono, że Ilsinho podpisał kontrakt z Szachtarem Donieck. Ukraińcy zapłacili za niego 10 milionów euro i podpisali 4-letnią umowę. W maju przez konflikt z Szachtarem opuścił ukraiński klub i powrócił do São Paulo FC, gdzie jednak rozegrał tylko 15 spotkań. Latem 2011 przeszedł do Internacionalu. W styczniu 2012 powrócił do Szachtara Donieck. W 2016 został zawodnikiem Philadelphia Union.

### Kariera reprezentacyjna
8 marca 2007 roku piłkarz po raz pierwszy został powołany do reprezentacji na towarzyskie spotkania z Chile i Ghaną. Ostatecznie w narodowych barwach zadebiutował dopiero w tym drugim spotkaniu, z Ghaną 27 marca.
W 2008 roku został powołany do kadry U-23 prowadzonej przez Carlosa Dungę na Igrzyska Olimpijskie w Pekinie, gdzie razem z reprezentacją Brazylii zdobył brązowy medal.

## Sukcesy

### Sukcesy klubowe
- mistrz Brazylii: 2006
- mistrz Ukrainy: 2008
- wicemistrz Ukrainy: 2009
- zdobywca Pucharu Ukrainy: 2008
- finalista Pucharu Ukrainy: 2009
- zdobywca Superpucharu Ukrainy: 2008
- zdobywca Pucharu UEFA: 2009

### Sukcesy reprezentacyjne
- brązowy medalista Igrzysk Olimpijskich w Pekinie: 2008

### Sukcesy indywidualne
- Brazilian Bola de Prata (Placar): 2006
- najlepszy piłkarz Mistrzostw Ukrainy: 2007/08

### Odznaczenia
- tytuł Zasłużonego Mistrza Sportu Ukrainy: 2009[4]
- Order „Za odwagę” III klasy: 2009[5].